# مهاجران (انیمه)
مهاجران یا لوسیِ رنگین‌کمان جنوب (به انگلیسی: Lucy of the Southern Rainbow) (لوسی از رنگین‌کمان جنوبی) / (به ژاپنی: 南の虹のルーシー Minami no Niji no Rūshī) یک مجموعه تلویزیونی انیمه ۵۰ قسمتی ژاپنی است که توسط استودیو نیپون انیمیشن و بر اساس رمان «رنگین‌کمان جنوبی» به قلم نویسندهٔ استرالیایی فیلیس پیدینگتون (۲۰۰۱–۱۹۱۰) ساخته شده است. پخش این انیمه از ۱۰ ژانویه ۱۹۸۲ در شبکه فوجی تلویژن آغاز شده و در ۲۶ دسامبر ۱۹۸۲ پایان یافته است. این انیمیشن چندین‌بار در ایران با عنوان مهاجران نمایش داده شده‌است.
داستان مهاجران دربارهٔ دختر نونهالی به نام لوسی است که خانواده‌اش تصمیم می‌گیرند از انگلستان 
به استرالیا مهاجرت کنند، آنها در حین مهاجرت با مشکلاتی روبرو می‌شوند. البته این سفر هیجاناتی را هم به همراه دارد و آن‌ها در استرالیا در شهر آدلاید زندگی جدیدی را شروع می‌کنند. لوسی و خواهرش کِیت از این که تجربیات جدیدی به دست می‌آورند، لذت می‌برند. آن‌ها با اشخاص جدیدی آشنا می‌شوند، حیوانات جدیدی پیدا می‌کنند و ماجراهایی را دنبال می‌کنند.

## شخصیت‌ها و صداپیشگان نسخهٔ فارسی
- سرپرست گویندگان و گوینده تیتراژ: صادق ماهرو
- لوسی‌مِی: ناهید امیریان شمس‌آبادی
- کِیت (خواهر لوسی‌مِی و راوی داستان): فریبا شاهین‌مقدم
- آرتور پاپل (پدر لوسی‌مِی): اکبر منانی
- آنی پاپل (مادر لوسی‌مِی): بدری نوراللهی
- کلارا (خواهر لوسی‌مِی): مینو غزنوی
- بـِن (برادر لوسی‌مِی در کودکی): مهوش افشاری
- بـِن (برادر لوسی‌مِی در بزرگسالی): ظفر گرایی
- دکتر دِیتون: عباس سعیدی
- آقای پتی‌بل: مهدی آژیر
- فرانک پرینستون: منوچهر والی‌زاده
- سیلویا پرینستون: سیمین سرکوب
- جان (نامزد کلارا): محمد عبادی (در برخی قسمت‌ها کنعان کیانی)
- ویلی (پسر همسایه): پری هاشمی
- همسر پتی‌بل: پری هاشمی
- برنارد: صادق ماهرو
- دکتر: عزت‌الله مقبلی
- خدمتکار پرینستون‌ها: مهین بزرگی